# Saligos
Saligos es una comuna nueva francesa situada en el departamento de Alto Loira, de la región de Auvernia-Ródano-Alpes.

## Historia
Fue creada el 1 de enero de 2017, en aplicación de una resolución del prefecto de Alto Loira de 14 de septiembre de 2016 con la unión de las comunas de Saligos y Vizos, pasando a estar el ayuntamiento en la antigua comuna de Saligos.

## Demografía
| Gráfica de evolución demográfica de Saligos entre 1800 y 2013 |
|                                                               |

Los datos entre 1800 y 2013 son el resultado de sumar los parciales de las dos comunas que forman la nueva comuna de Saligos, cuyos datos se han cogido de 1800 a 1999, para las comunas de Saligos y Vizos de la página francesa EHESS/Cassini. Los demás datos se han cogido de la página del INSEE.

## Composición
| Comuna delegada | Código INSEE | Población (2013) | Superficie (km²) | Densidad (hab./km²) |
| --------------- | ------------ | ---------------- | ---------------- | ------------------- |
| Saligos         | 65399        | 90               | 4.51             | 20                  |
| Vizos           | 65480        | 38               | 2.56             | 15                  |